# السوارى (إب)

تعديل مصدري - تعديل

السوارى هي إحدى قرى عزلة المقاطن بمديرية إب التابعة لمحافظة إب، بلغ تعداد سكانها 482 نسمة حسب تعداد اليمن لعام 2004.